# Гастон (комикс)

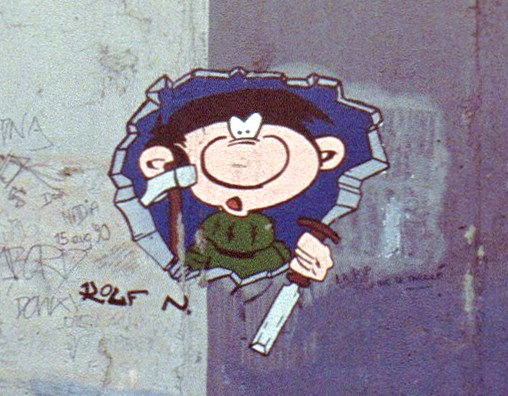
Портрет Гастона на Берлинской стене.

Гастон — бельгийский юмористический комикс-сериал авторства художника Андре Франкена о приключениях персонажа Гастона Лагаффа. Данный персонаж впервые появился 28 февраля 1957 года в журнале «Спиру» как один из героев сериала «Спиру и фантазии»; с 1960 года в этом же журнале про него начал печататься отдельный сериал. Каждая серия представляла собой короткую ироничную историю в картинках. Франкен перестал рисовать новые истории о Гастоне в 1991 году, за шесть лет до смерти.
Гастон Лагафф, лохматый молодой человек в зелёном свитере и чёрных джинсах, согласно сюжету историй, работает офисным клерком и отличается одновременно находчивостью и большой ленью. Он постоянно стремится любыми способами избежать работы и каких бы то ни было усилий, для чего пытается использовать придуманные и собранные им изобретения; однако он ленится и при их сборке, поэтому все его агрегаты сделаны с ошибками и в итоге не приносят горе-изобретателю желаемого результата, на чём и построен юмор абсолютного большинства историй. Одним из неизменных атрибутов Гастона является автомобиль Fiat 509 1925 года выпуска, к 1960-м годам уже безнадёжно устаревший и фактически разваливающийся на ходу, на котором Гастон ездит на работу; гэги и юмор во многих историях связаны именно с ним. В целом ряде историй о Гастоне присутствовали намёки на те или иные актуальные на тот момент политические события.
«Гастон» считается одним из наиболее известных бельгийских комиксов, многие истории о нём переводились на различные языки мира. В 2014 году в Бельгии и Франции, где комиксы о данном персонаже также пользовались большой популярностью, широко отмечали 57-летний юбилей персонажа: газета Le Figaro посвятила его истории большую статью, а компания Google — один из дудлов.